# MidFlorida Credit Union Amphitheatre
Das MidFlorida Credit Union Amphitheatre ist ein Amphitheater in Tampa Bay, Florida.

## Geschichte und Nutzung
Eröffnet wurde die Freiluftarena als Ford Amphitheatre am 25. Juli 2004 mit einem Konzert von The Cure. Bis zum Jahr 2010 behielt das Bauwerk diesen Namen und hielt Konzerte international erfolgreicher Künstler wie Eric Clapton, Aerosmith, Avril Lavigne und Coldplay. Von 2010 bis 2012 wurde das Amphitheater in das 1-800-ASK-GARY Amphitheatre umbenannt und veranstaltete Konzerte von unter anderem Brad Paisley, Dave Matthews Band, John Mayer und Kings of Leon. Im Jahr 2013 übernahm Live Nation Entertainment das Namensrecht für das Bauwerk, bis ab dem Jahr 2014 MidFlorida Credit Union der Hauptsponsor wurde und damit das Namensrecht bekam.